# Lịch sử các ký hiệu toán học
Lịch sử các ký hiệu toán học bao gồm sự khởi đầu, quá trình và sự mở rộng văn hóa của các ký hiệu toán học và mâu thuẫn của các phương pháp ký hiệu được thể hiện ra mặt trong quá trình phát triển đến mức phổ biến hoặc không dễ thấy của một ký hiệu. Các ký hiệu toán học bao gồm các ký hiệu được sử dụng để viết các công thức và phương trình toán học. Nói chung, các ký hiệu ngụ ý một tập hợp của những sự thể hiện được định nghĩa rõ ràng số lượng và toán tử. Lịch của các ký hiệu toán học bao gồm hệ ghi số Ấn Độ-Ả Rập, các chữ cái từ các bảng chữ cái La Mã, Hy Lạp, Do Thái và Đức và một lượng lớn các ký hiệu được sáng tạo bởi các nhà toán học trong một vài thế kỷ vừa qua.
Sự phát triển của các ký hiệu toán học có thể được chia thành những giai đoạn khác nhau. Giai đoạn "tu từ học" là khi những sự tính toán được thể hiện bằng từ và không có ký hiệu nào được sử dụng. Giai đoạn "rút gọn" là khi những thao tác và số lượng thường xuyên được sử dụng được biểu diễn bằng những ký hiệu cú pháp mang tính biểu tượng. Từ thời cổ đại cho đến hậu thời kỳ kinh điển, sự bùng nổ của sự sáng tạo toán học thỉnh thoảng được theo sau bởi những thế kỷ ngưng đọng. Vì thời kỳ cận đại mở ra và quá trình mở rộng hiểu biết ra toàn thế giới bắt đầu, những ví dụ được ghi chép về sự phát triển toán học trở nên sáng sủa. Giai đoạn "ký hiệu" là khi những hệ thống ký hiệu dễ hiểu thay thế từ ngữ. Bắt đầu ở Ý vào thế kỷ 16, những phát triển toán học mới, có tác động qua lại với những khám phá khoa học mới, đã được tạo ra ở một bước thú vị, thứ vẫn còn tiếp diễn cho đến thời điểm bây giờ. Hệ thống ký hiệu này đã được sử dụng bởi các nhà toán học trung cổ Ý và châu Âu cho đến thế kỷ 17, và tiếp tục phát triển trong thời đương đại.
Lĩnh vực nghiên cứu được biết đến là lịch sử toán học trước hết là một cuộc nghiên cứu về nguồn gốc của các khám phá trong toán học và, sự tập trung chủ yếu là ở đây, nghiên cứu về các phương pháp và ký hiệu toán học trong quá khứ .